# Espartolo
Espartolo  (en griego antiguo Σπάρτωλος, en latín Spartolus) fue una polis (ciudad griega) de Botiea, en la península Calcídica, próxima a Olinto. El gentilicio es espartolios (Σπάρτωλιος) y el endónimo Σπαρτόλιος El nombre de su territorio fue probablemente Σπάρτωλος.

## Historia
Espartolo fue miembro de la Liga de Delos hasta comienzos de la guerra del Peloponeso. Pertenecía al distrito tracio y en la lista de tributos aparece mencionada 16 veces entre 454/453 a. C. y 434/433 a. C. Pagaba 2 talentos anuales, excepto en los años 434/433 a. C. y 433/432 a. C. que ascendió a 3.
En el verano de 429 a. C., durante la guerra arquidámica, Atenas envió una expedición, con un contingente de 2000 hoplitas y 200 jinetes, que marcharon, contra Espartolo, cuyos campos de cereales fueron devastados por los atenienses. Los espartolios pidieron ayuda a los olintios, que acudieron en su defensa. En un primer combate bajo los muros de Espartolo, los hoplitas calcideos y algunas tropas auxiliares fueron derrotados y se retiraron intra muros, pero la caballería y la infantería ligera atenienses, integrada esta última por algunos peltastas, fueron vencidas por la caballería e infantería ligera de los calcideos. Apenas concluido el enfrentamiento llegaron refuerzos de peltastas desde Olinto, que junto a la infantería ligera de Espartolo y la caballería y tropas auxiliares calcideas, consiguieron el repliegue de las tropas atenienses hasta su base. Tras una serie de ataques y repliegues de los atenienses, estos se vieron obligados a huir debido al acoso de la infantería ligera y las cargas de la caballería calcideas. Fueron perseguidos hasta que se refugiaron en Potidea. Después de recoger a sus muertos (430, incluidos los 3 estrategos) regresaron a Atenas. (Cf. Batalla de Calcídica).
En el tratado de paz —la llamada Paz de Nicias—, firmado por la Confederación de Delos y la Liga del Peloponeso en 421 a. C., se estableció un estatus político de autonomía sui generis para Espartolo y las ciudades de Argilo, Estagira, Acanto, Escolo y Olinto: no serían aliadas de ninguno de los bandos, pero pese a esta neutralidad quedaban sujetas a pagar el phoros a la Liga delo-ática, sin ninguna otra obligación respecto al Imperio ateniense.
En una inscripción de c. 352/351 a. C. relativa a una escritura de compraventa se indica que Espartolo formaba parte de la Liga Calcídica en esos años.
La última mención sobre Espartolo, no como ciudad, sino como un territorio agrícola, se encuentra en un decreto real (circa 305/297 a. C.) de Casandro de Macedonia que constata la cesión de tierras a un tal Pérdicas, hijo de Coinos (las tierras habían sido parcialmente concedidas por Filipo II a Polemócrates, su abuelo).

## Arqueología
Los restos de Espartolo se localizaron en la vecindad de Elaiochoria (Ελαιοχώρια), cerca de Nea Syllata. Se ha hallado una necrópolis con tumbas de los periodos arcaico y clásicos. Las excavaciones en Nea Syllata, a unos 3 km de Espartolo, muestran niveles de ocupación continuada desde la Edad del Bronce hasta el Imperio bizantino.